# Östlicher Wengenkopf
Der Östliche Wengenkopf ist ein 2207 m ü. NHN hoher Berggipfel in den Allgäuer Alpen im deutschen Bundesland Bayern. Über den Gipfel führt der Hindelanger Klettersteig.

## Lage und Umgebung
Der in der Untergruppe  Daumengruppe gelegene Gipfel erhebt sich in dem Bergkamm, der vom Nebelhorn (2224 m ü. NHN) nach Nordosten zum Großen Daumen (2280 m) zieht. Der westliche Bergnachbar ist der Westliche Wengenkopf (2235 m). Zwischen beiden Gipfel liegt die Scharte (2144 m), die Referenzpunkt für die Schartenhöhe des Östlichen Wengenkopfs ist. Nach Nordosten, zum Großen Daumen hin, liegen noch die Zwiebelstränge. Der Gipfel liegt auf der Gemarkung von Oberstdorf.

### Höhe
Im Alpenvereinsführer Allgäuer Alpen aus dem Jahr 1985 wird die amtliche Höhenkote des Östlichen Wengenkopfs von 2206,5 m als falsch geführt. Demnach wäre der Ostgipfel zwei Meter höher als der Westgipfel, also 2238 m hoch.

## Namensherkunft
Erstmals erwähnt wurde 1774 bei Peter Anichs Atlas Tyrolensis ein Wenger Kopf B. Namensgebend war die Alpe Wengen, deren Weidegebiet südlich des Berges liegt. Wengen ist der Plural des Wortes „Wang“, was die Bedeutung „natürliches Weideland“ hat.

## Geologie
Das Erscheinungsbild des Grates in dem sich der Östliche Wengenkopf befindet, ist geprägt von einer Hauptdolomit-Überschiebung. Diese steigt nach Norden hin an und zeigt dann nach Norden überkippte Falten. Daraus resultieren die eher sanfteren Südhänge und die steilen Nordabstürze. Im Norden ist ein breites Band von Fleckenmergeln eingelagert, den Talboden am nördlichen Bergfuß bilden Kössener Schichten.

## Alpinismus
Stützpunkte für eine Besteigung des Östlichen Wengenkopfs sind das Edmund-Probst-Haus (1927 m) am Nebelhorn, sowie die Nebelhornbahn.

### Normalweg
Meist wird der Gipfel im Rahmen einer Begehung des Hindelanger Klettersteigs überschritten. Dieser ist am Wengenkopf ein mittelschwerer Klettersteig (B/C) mit teilweise ungesicherten Kletter-Passagen im I. Grad. In den Scharten westlich und nordöstlich des Gipfels befinden sich Notabstiege aus dem Klettersteig.

### Klettern
Am Östlichen Wengenkopf finden sich einige Kletterrouten.  Neben der Nordwand (II) und dem Spiralriss an der Westschulter (IV+, A1) aus dem Jahr 1944 von Tröndle und Amling, ist vor allem die 1994 von Robert Jasper und Stefan Meineke erstbegangene Route La Traviata (VIII+) in der Südwand zu erwähnen.

## Galerie

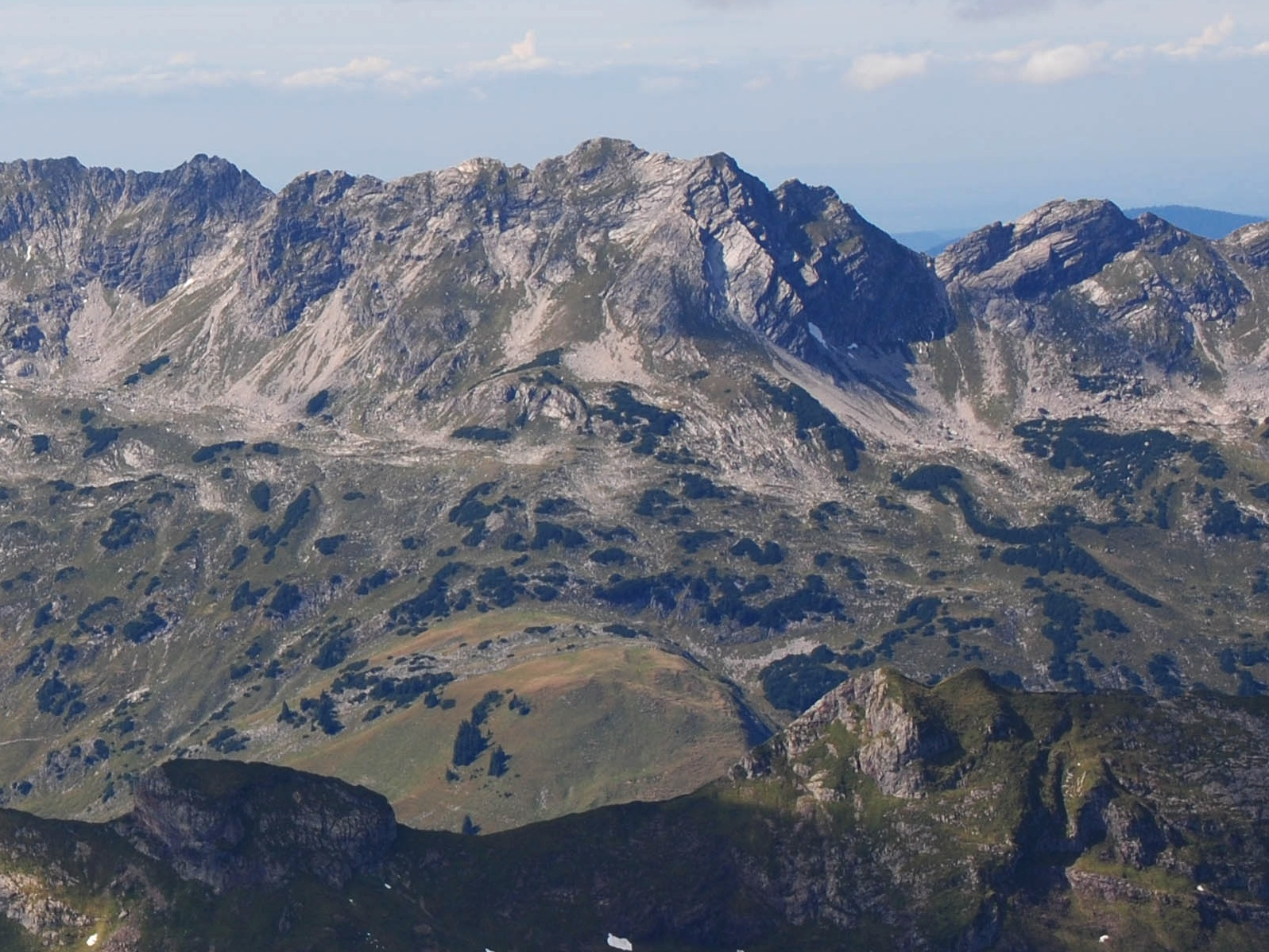
Südseite
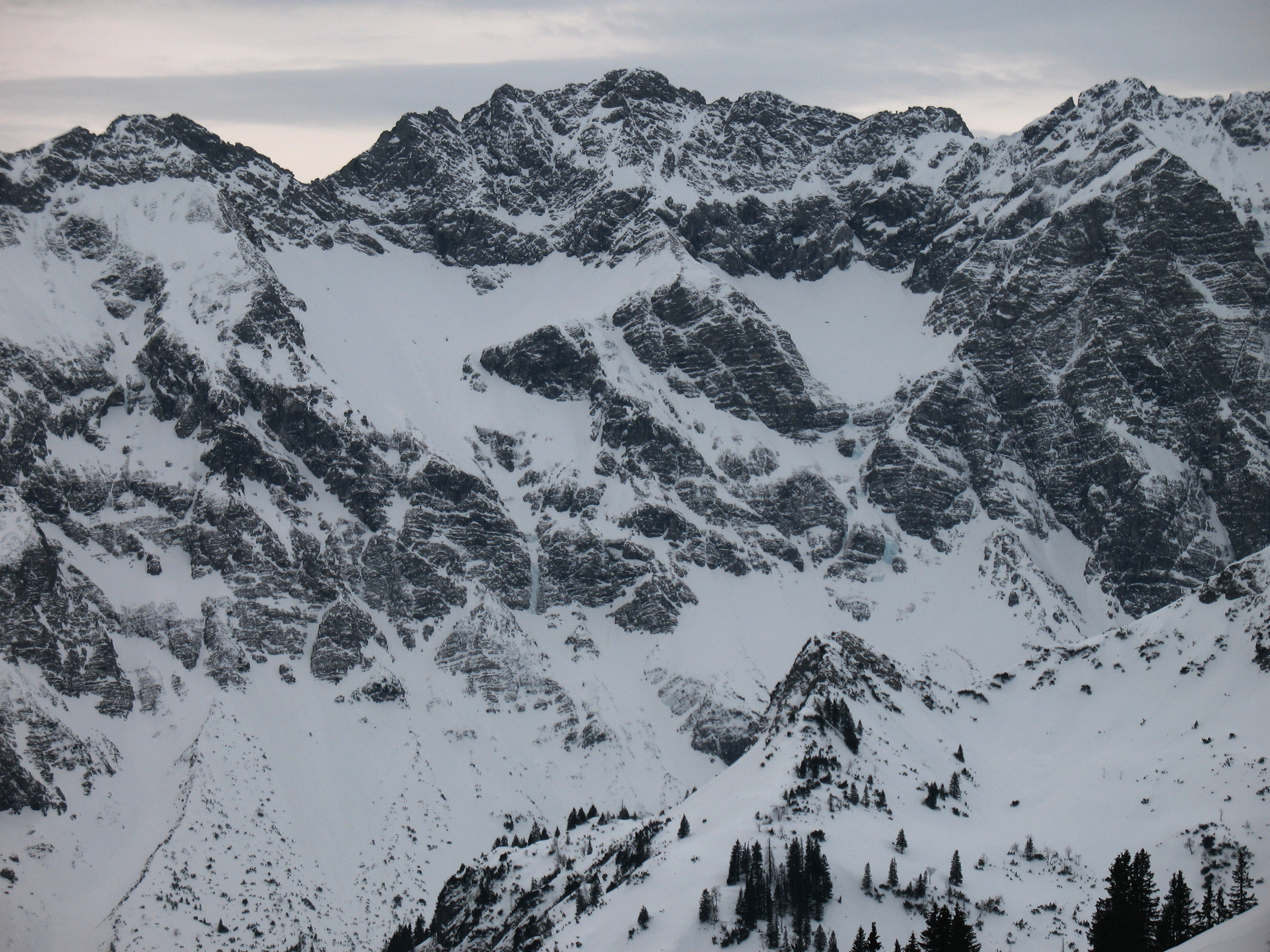
Nordseite
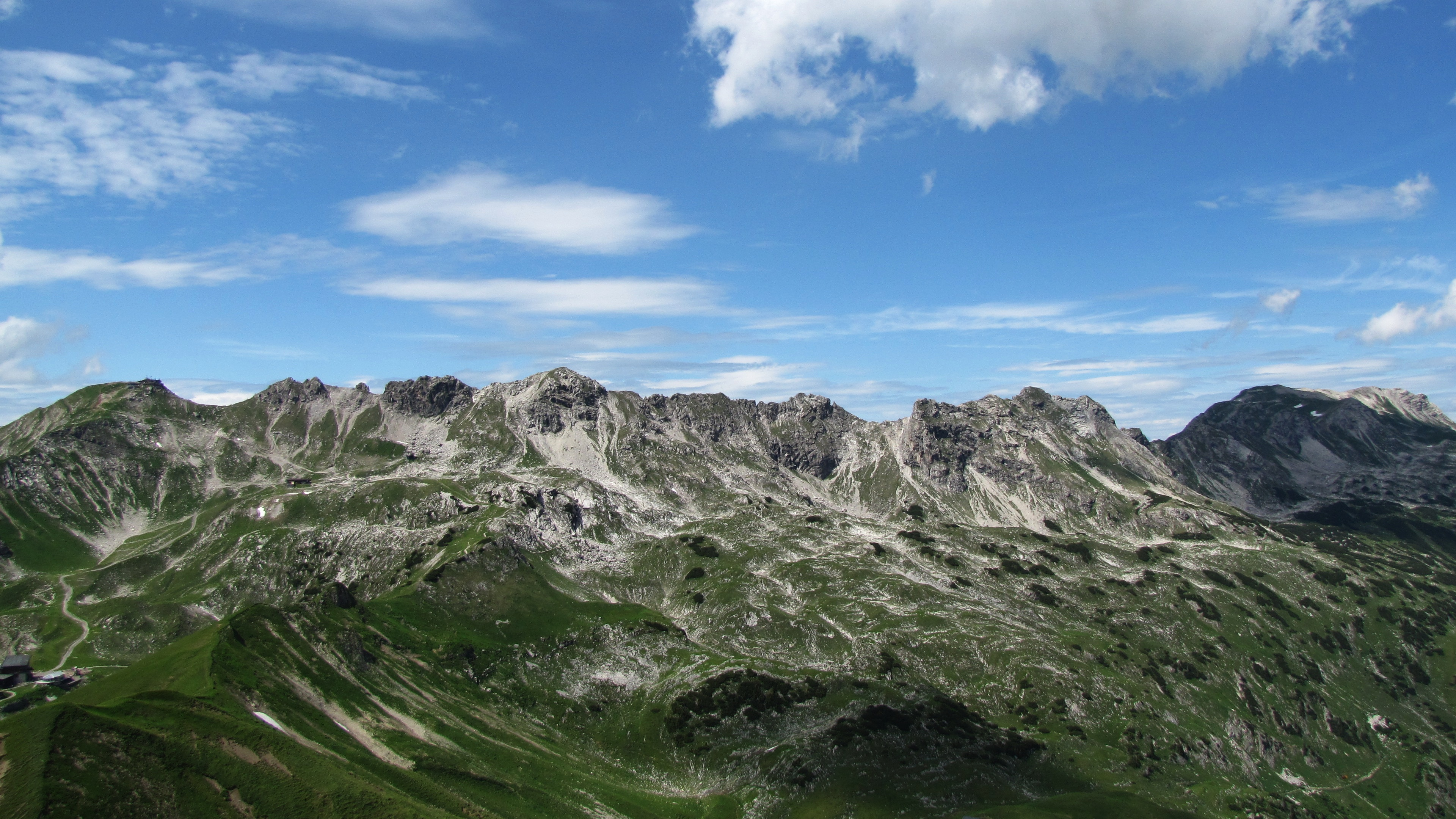
Gratverlauf Nebelhorn – Großer Daumen